# Булак (Самарская область)
Булак — посёлок в Красноярском районе Самарской области. Входит в состав сельского поселения Хилково.

## История
В 1973 г. Указом Президиума ВС РСФСР посёлок отделения № 2 совхоза «Ягодный» переименован в Булак.

## Население
| 2010 |
| ---- |
| 125  |